# 國立彰化高級商業職業學校

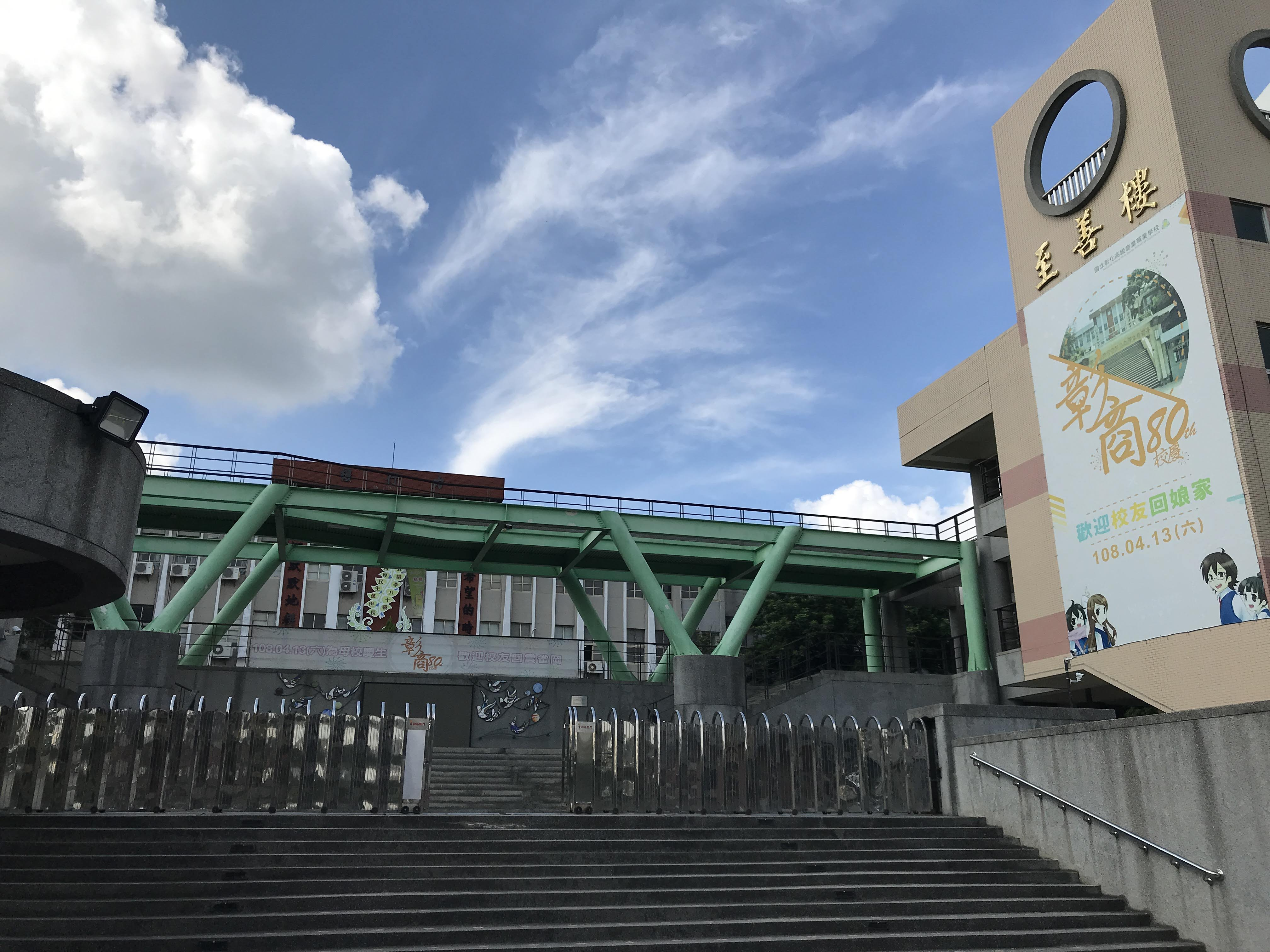
至善門

國立彰化高級商業職業學校（英語：National Changhua Senior High School of Commerce，CHSC），簡稱彰化高商、彰商，創立於1939年4月1日，是一所技術型高級中等學校。校址位於彰化縣彰化市八卦山雲雀崗上，鄰近國立彰化高中。

## 校史
- 1939年4月1日，創校，校名為臺中州立彰化商業學校，學制為五年制，僅招男生[1]。
- 1945年中華民國接管臺灣，校名改為臺灣省立彰化商業職業學校[1]。
- 1946年，學制改為三三制，分設高級、初級兩部
- 1948年，附設中級進修補校。
- 1951年，高級部招收女生。
- 1953年9月，增設高級商業職業補習學校。
- 1954年，增設初級部女生班。
- 1968年，九年國教實施，縣立彰化女商併入彰化高商，辦理分科教育，設綜合商業、會計統計、廣告設計、文書事務四科。
- 1970年，初級部結束，校名改為臺灣省立彰化高級商業職業學校。
- 1973年，停招中級商業補校新生。
- 1976年，增設國際貿易科。
- 1977年，國立臺中商專（現國立臺中科技大學）在彰化高商設立空中商專彰化教學輔導處，招收空專新生。
- 1981年，補校招收員工進修班。
- 1983年，開辦延教班，在補校上課（後更名為實用技能班）。
- 1988年，實施新課程標準，綜合商業科更名為商業經營科，會計統計科更名為會計事務科，增設資料處理科。
- 1993年，補校開辦第二專長班。
- 1996年，設立成人教育推廣中心，逐年調減會計事務科一班，改招廣告設計科。
- 1997年，補校開辦成人教育實驗班一班，招收22歲以上，國（初）中畢業生，免試入學，修業三年（商業事務科）。增設特殊教育班，招收輕度智障學生。現為綜合職能科。
- 1998年，辦理十年國教一年段實用技能班（商用資訊科、廣告設計科）一學年。
- 2000年，校名改為國立彰化高級商業職業學校，補校改為彰化高商附設進修學校開始實施高職新課程標準。逐年減招商業經營科、文書事務科各一班，改招應用外語科
- 2004年，廢除會計事務科四班，成立綜合高中四班。
- 2008年，成立特殊教育資源班。

## 歷任校長
| 任別     | 姓名       | 擔任期間              | 備註                  |
| -------- | ---------- | --------------------- | --------------------- |
| 第一任   | 松田郁太郎 | 1939年－1943年        | 創校首任              |
| 第二任   | 大場則雄   | 1943年－1945年        | 日治時期末任 戰後離校 |
| 第三任   | 吳恭       | 1945年12月－1946年9月 | 戰後首任              |
| 第四任   | 古鼐       | 1945年12月－1965年8月 |                       |
| 第五任   | 余瑞麟     | 1965年8月－1980年8月  |                       |
| 第六任   | 殷其藻     | 1980年8月－1985年8月  |                       |
| 第七任   | 唐山       | 1985年8月－1992年2月  |                       |
| 第八任   | 謝玉英     | 1992年2月－1996年8月  |                       |
| 第九任   | 丁鳳碧     | 1996年8月－2004年7月  |                       |
| 第十任   | 林輝煌     | 2004年8月－2010年7月  |                       |
| 第十一任 | 鐘長生     | 2010年8月-2016年7月   |                       |
| 第十二任 | 粘淑真     | 2016年8月-2022年7月   |                       |
| 第十三任 | 陳定宏     | 2022年8月-            | 現任                  |

## 校呼
日出彰商　職校之光
德智體群　樣樣輝煌

## 教學單位

### 技術類科
- 商業經營科：每年級4班
- 國際貿易科：每年級4班
- 資料處理科：每年級2班
- 廣告設計科：每年級2班
- 應用英語科：每年級2班
- 綜合職能科：每年級各1班

### 綜合高中部
每年級4班，高二後共有以下學程分流：
- 學術社會學程
- 學術自然學程

### 進修部
- 商業經營科：2班
- 資料處理科：2班

## 外部連結
- 國立彰化高商 （页面存档备份，存于）
- 台灣深藍學生論譠-彰化高商